# Malcolm H. Kerr
Malcolm Hooper Kerr (8 octobre 1931 - 18 janvier 1984) était professeur d'université spécialisé dans le Moyen-Orient et le monde arabe. Citoyen américain, il est né, a grandi et est décédé à Beyrouth, au Liban. Il a été président de l'Université américaine de Beyrouth jusqu'à ce qu'il soit tué par des hommes armés en 1984.

## Jeunesse et études
La jeunesse de Kerr a été passée au Liban, sur et près du campus de l'Université américaine de Beyrouth, où ses parents ont enseigné pendant quarante ans. Ses parents, Elsa Reckman et Stanley Kerr, se sont mariés à Marash, où ils se sont rencontrés pendant qu'ils sauvaient des femmes et des orphelins arméniens après le génocide arménien. Après l'affaire Marash, ils ont déménagé à Beyrouth. Là, son père est devenu le président du département de biochimie de l'AUB et sa mère était doyenne des femmes. Pendant la Seconde Guerre mondiale, la famille déménage près de l'Université de Princeton dans le New Jersey. Après la guerre, ils retournent à Beyrouth où Malcolm a fréquenté l'American Community School de Beyrouth. Peu de temps après, Malcolm retourne seul aux États-Unis, où il a obtenu son diplôme d'études secondaires à la Deerfield Academy dans le Massachusetts.[réf. nécessaire]
Il obtient son diplôme de premier cycle en 1953 de l'Université de Princeton où il avait étudié avec le professeur Philip Hitti. Un début précoce d'arthrite l'a amené à retourner au Liban auprès de sa famille.[réf. nécessaire]  Il est entré dans un programme de maîtrise en études arabes l'achevant en 1955 à l'Université américaine de Beyrouth. C'est après qu'il a rencontré sa femme, Ann Zwicker Kerr, avec qui il a eu quatre enfants. Il a commencé son doctorat à Washington, DC, à la School for Advanced International Studies, Johns Hopkins University, d'où il a obtenu son doctorat. en 1958. Sa thèse a été écrite sous la direction de Majid Khadduri et Sir Hamilton Gibb.

## Professeur
Après son doctorat, Kerr est retourné enseigner à l'Université américaine de Beyrouth pendant trois ans, devenant professeur adjoint au Département de science politique en 1962. La même année, il accepte un poste similaire, enseignant à l'Université de Californie à Los Angeles. Là, il devient professeur titulaire. Il a été nommé président du Département de science politique, puis doyen de la Division des sciences sociales (1973-1976).[réf. nécessaire]
En 1959, son premier livre est publié, issu de son mémoire de maîtrise : Le Liban dans les dernières années de la féodalité. Puis, à l'Université d'Oxford, il fait un post-doctorat pendant un an avec le professeur Albert Hourani. Pendant qu'il était à Oxford, Gustave von Grunebaum a recruté Kerr pour un poste d'enseignant à l'Université de Californie à Los Angeles; sa carrière a mûri au cours de vingt années d'enseignement à Los Angeles, de 1962 à 1982.[réf. nécessaire]
  

Kerr et sa famille revenaient souvent à Beyrouth, pendant les vacances et les pauses de l'UCLA.[réf. nécessaire]  En 1964–1965, une bourse universitaire l'envoya au Caire, où il travailla sur son livre le plus connu, La guerre froide arabe, publié en 1965. L'année suivante, il a publié Islamic Reform, une refonte de sa thèse de doctorat. Après la guerre israélo-arabe de 1967, Kerr a senti un changement radical pour le pire dans le ton de la politique arabe, qui est devenue dure et amère. En 1970-1971, il a accepté une bourse universitaire pour la France et l'Afrique du Nord et a travaillé sur une troisième édition de La guerre froide arabe. Kerr a été président de la Middle East Studies Association en 1972. Par la suite, un prix de la Middle East Studies Association a été nommé en son honneur. 
 "Sa propre bourse était franche et honnête au point de lui causer parfois des ennuis. Alors qu'il était souvent considéré comme «pro-arabe» par écrit sur le conflit israélo-arabe, il pouvait être aussi critique envers les Arabes qu'il l'était envers les Israéliens. Il a dit la vérité telle qu'il la voyait et était attaché à la cause de la paix israélo-arabe et à l'établissement d'une entente entre le monde arabe et l'Occident." 
 La guerre civile libanaise (1975-1990), qui a gravement perturbé toute vie à Beyrouth, a également interrompu les voyages annuels de la famille Kerr.[réf. nécessaire] En conséquence, en 1976-1977, Kerr était de nouveau en Égypte, servant de "professeur distingué invité" à l'Université américaine du Caire.[réf. nécessaire]  Finalement, il a mobilisé une subvention de la Fondation Ford pour financer un projet conjoint du Centre Von Grunebaum à UCLA (qu'il dirigeait ensuite) et les Études stratégiques de la Fondation Al-Ahram en Égypte. Il est retourné au Caire en 1979, où il a édité les résultats de cet effort académique conjoint égypto-américain, le livre Rich and Poor States in the Middle East.[réf. nécessaire]

## Président de l'Université Américaine de Beyrouth
La présidence de l'Université américaine de Beyrouth a été offerte à Kerr en 1982.[réf. nécessaire] Bien que la guerre civile soit toujours férocement combattue à l'occasion, avec la récente sortie de l'Organisation de libération de la Palestine, la lutte civile libanaise pour le changement intérieur avait été un effort plus ciblé, qui encourageait l'espoir d'une résolution. "Misant sur ces chances et ayant le sentiment d'appeler au travail, les Kerr ont décidé d'aller à Beyrouth." Il a accepté le poste et a été président pendant dix-sept mois. Nommé président en mars, à compter du 1er juillet, l'invasion israélienne du Liban et l'occupation de Beyrouth l'ont obligé à travailler d'abord à partir du bureau de New York. Il est arrivé à son bureau de College Hall à l'université en septembre 1982.

## Assassinat
Le 18 janvier 1984, Kerr a été abattu par deux hommes armés devant son bureau. Il avait 52 ans. Des années plus tard, les identités des assassins de Kerr et leurs motivations restent incertaines,.
La nouvelle de sa mort soudaine, qui était encore un autre événement tragique de la guerre civile, est apparue dans les médias du monde entier.

## Vie privée
Kerr a eu quatre enfants: Susan, John, Steve et Andrew. Steve Kerr est un ancien joueur, diffuseur et directeur général de la NBA, ainsi que l'actuel entraîneur-chef des Golden State Warriors.

## Publications choisies
- Malcolm H. Kerr, le Liban dans les dernières années de la féodalité 1840–1868. Un récit contemporain d'Antun Dahir Al-Aqiqi (Université américaine de Beyrouth 1959)
- Malcolm H. Kerr, La guerre froide arabe. Gamel Abd al-Nasr et ses rivaux, 1958-1970 (Université d'Oxford 1965, 3e éd. 1975)
- Malcolm H. Kerr, Réforme islamique. Les théories politiques et juridiques de Muhammad 'Abduh et Rashid Ridā (Université de Princeton 1966)
- Malcolm H. Kerr, La paix insaisissable au Moyen-Orient (SUNY 1975)
- Abraham S. Becker, Bent Hudson et Malcolm H. Kerr, rédacteurs, Économie et politique du Moyen-Orient (New York: Elsevier 1975)
- Malcolm H. Kerr et al-Sayyid Yasin, éditeurs, Rich and Poor States in the Middle East. L'Égypte et le nouvel ordre arabe (Westview 1982)
- Samir Seikaly et Ramzi Ba'labakki, éditeurs, Quest for Understanding. Etudes arabes et islamiques en l'honneur de Malcolm H. Kerr (Université américaine de Beyrouth 1991)

## Voir également
- Université américaine de Beyrouth